# Mai 1982
Portal Geschichte | Portal Biografien | Aktuelle Ereignisse | Jahreskalender | Tagesartikel

◄ |
19. Jahrhundert |
20. Jahrhundert
| 21. Jahrhundert

◄ |
1950er |
1960er |
1970er |
1980er
| 1990er | 2000er | 2010er | ►

◄ |
1978 |
1979 |
1980 |
1981 |
1982
| 1983 | 1984 | 1985 | 1986 | ►

◄ |
Februar 1982 |
März 1982 |
April 1982 |
Mai 1982 |
Juni 1982 |
Juli 1982 |
August 1982 |
►
Dieser Artikel behandelt aktuelle Nachrichten und Ereignisse im Mai 1982.

## Tagesgeschehen

### Samstag, 1. Mai 1982

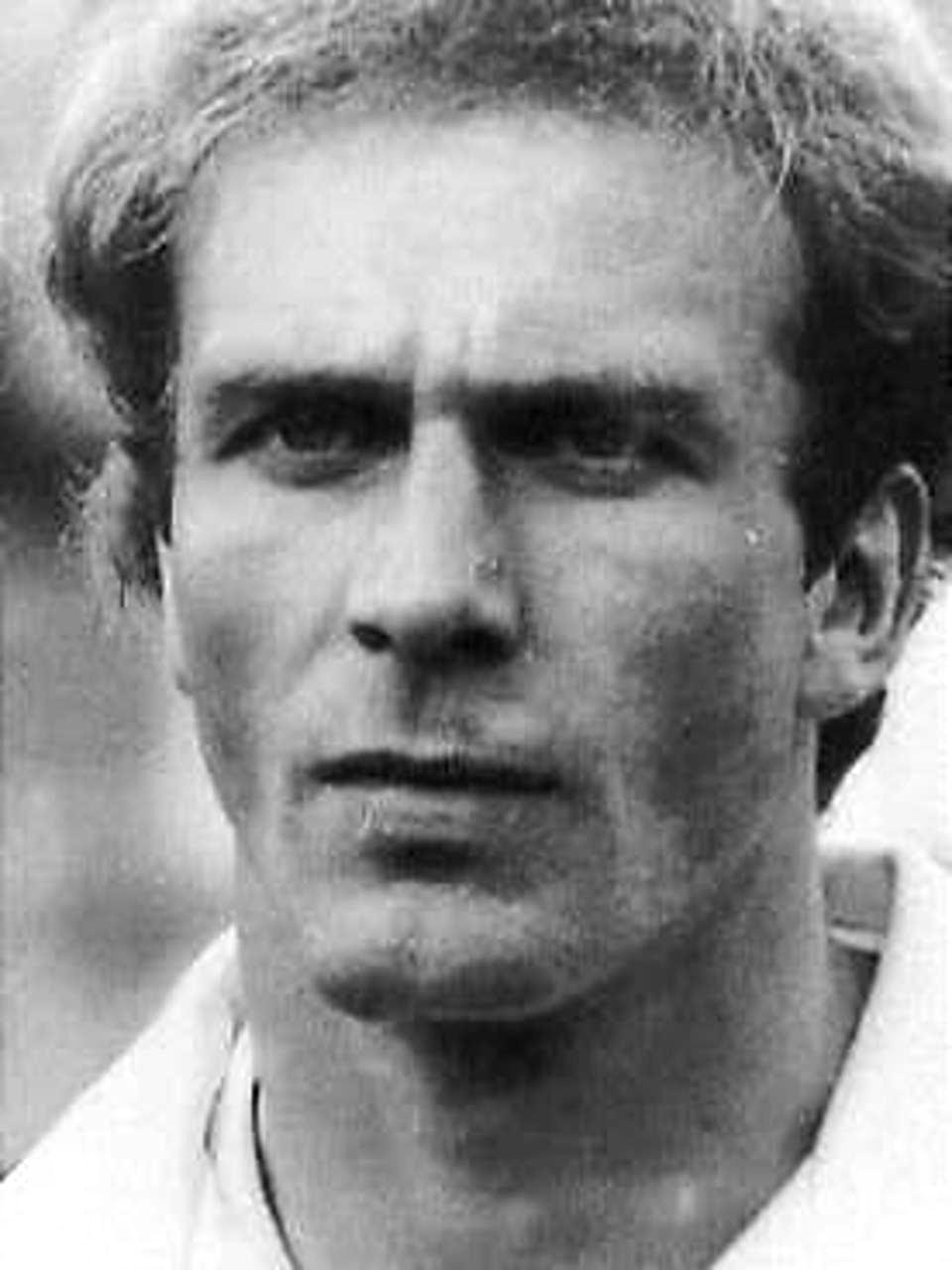
K.-Heinz Rummenigge, Bayern München

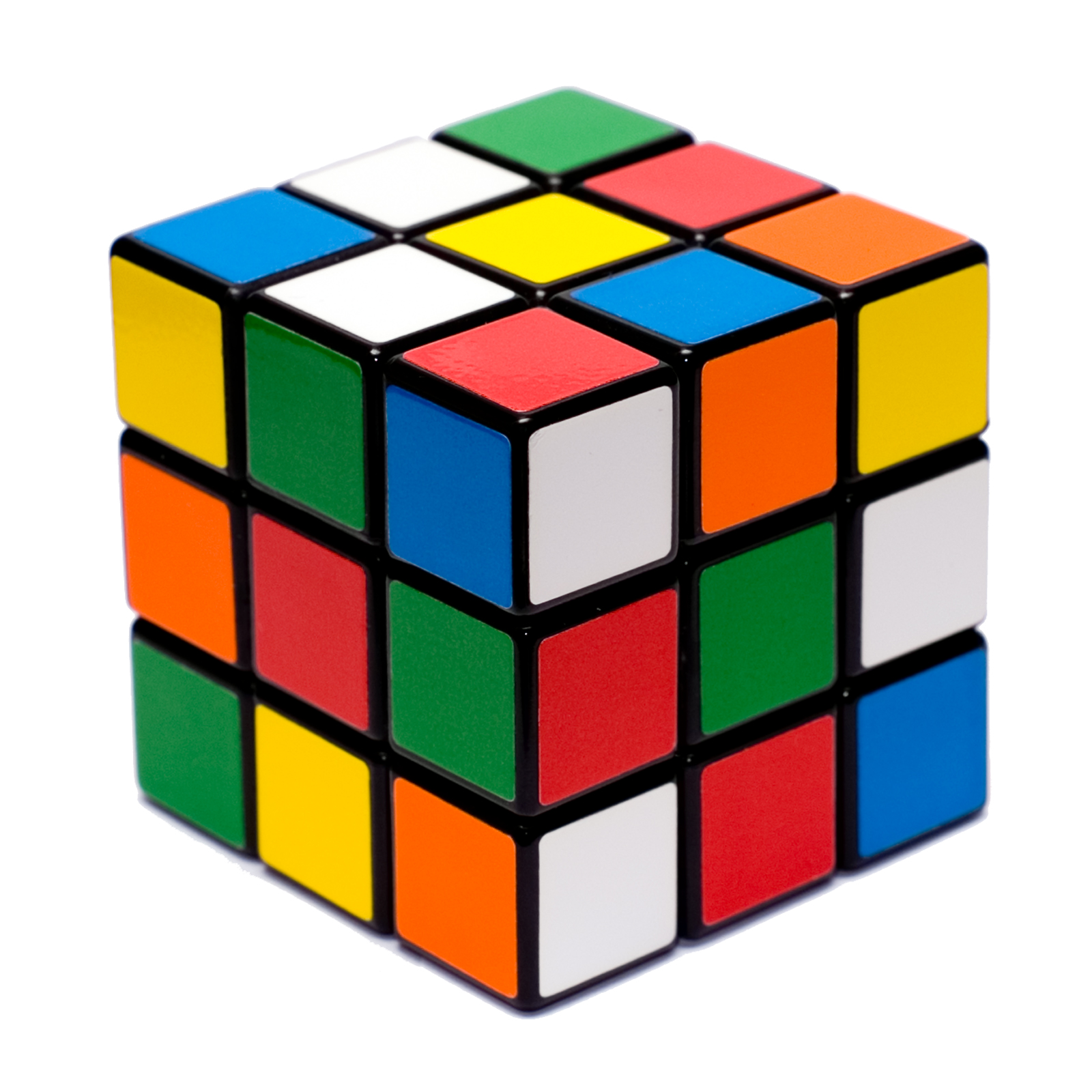
Zauberwürfel, auch Rubik's Cube

- Berlin/Deutschland: Im Finale des Fußballvereinspokals der DDR der Männer besiegt die SG Dynamo Dresden den Berliner FC Dynamo mit 5:4 im Elfmeterschießen.[1]
- Frankfurt am Main/Deutschland: Der FC Bayern München gewinnt mit 4:2 gegen den 1. FC Nürnberg das Finale im DFB-Pokal der Männer. Dieter Hoeneß (FC Bayern) spielt mit einem Kopfverband und bereitet dennoch ein Tor vor und trifft einmal selbst.[2]
- Knoxville/Vereinigte Staaten: Die spezialisierte Weltausstellung Expo 1982 zum Thema „Energie treibt die Welt an“ wird eröffnet. Das Land Ungarn, in dem 1974 der Zauberwürfel entstand, schmückt seinen Pavillon mit einem überdimensionalen Exemplar des „Rubik's Cubes“ und Peru kündigte an, während der Expo eine Mumie zu enthüllen.[3]
- Port Stanley/Falklandinseln: Der gestern gestartete strategische Bomber vom Typ Avro Vulcan der Luftstreitkräfte des Vereinigten Königreichs erreicht die Falklandinseln und wirft über dem Flugplatz des Hauptorts der von Argentinien okkupierten Inselgruppe drei Bomben ab. Nach erster Einschätzung der Briten sind die Schäden minimal, aber auch das gesetzte Signal für einen kompromisslosen Kampf sei wichtig.[4]

### Sonntag, 2. Mai 1982
- Scotiasee: Das atomgetriebene britische U-Boot Conqueror versenkt außerhalb der 200-Meilen-Zone um die Falklandinseln den argentinischen Kreuzer General Belgrano. Dabei sterben 321 Seeleute und zwei Zivilisten.[5]

### Samstag, 8. Mai 1982

Villeneuves Unfall in Zolder

- Berlin/Deutschland: Der Titelverteidiger Berliner FC Dynamo wird vorzeitig Meister der Fußball-Oberliga der DDR 1982. Es ist der vierte nationale Meistertitel in Serie für den Verein.[6]
- Zolder/Belgien: Der dreimalige Atlantic-Championship-Gewinner und Formel-1-Rennfahrer Gilles Villeneuve aus Kanada verunglückt tödlich beim WM-Qualifikationstraining auf dem Circuit Zolder.[7]

### Montag, 10. Mai 1982

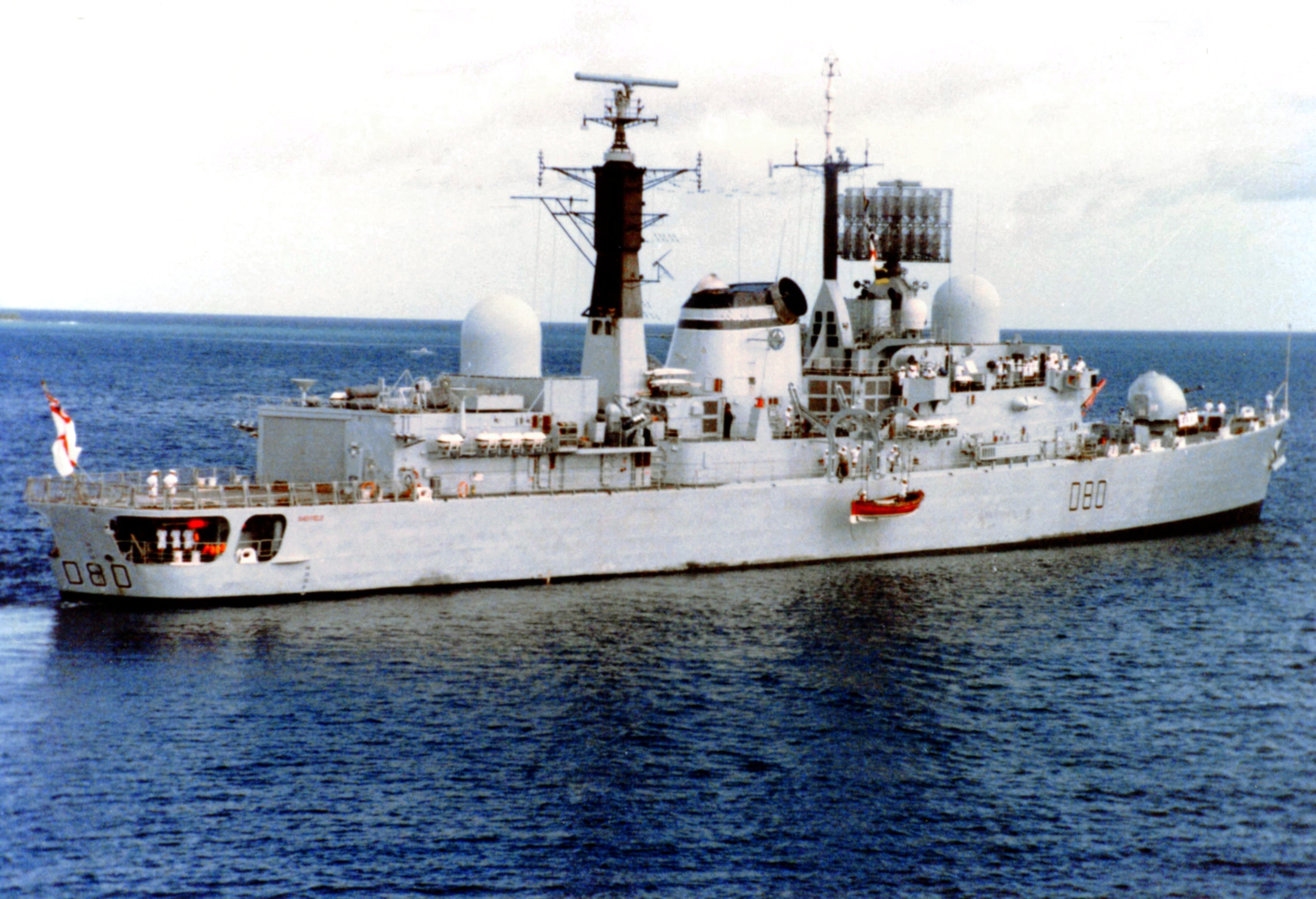
Zerstörer HMS Sheffield

- Atlantik: Der am 4. Mai von einem Exocet-Seezielflugkörper der Argentinischen Luftwaffe in der Nähe der Falklandinseln getroffene, evakuierte britische Zerstörer Sheffield sinkt. 20 Seeleute überlebten den Angriff nicht.[8]

### Dienstag, 11. Mai 1982

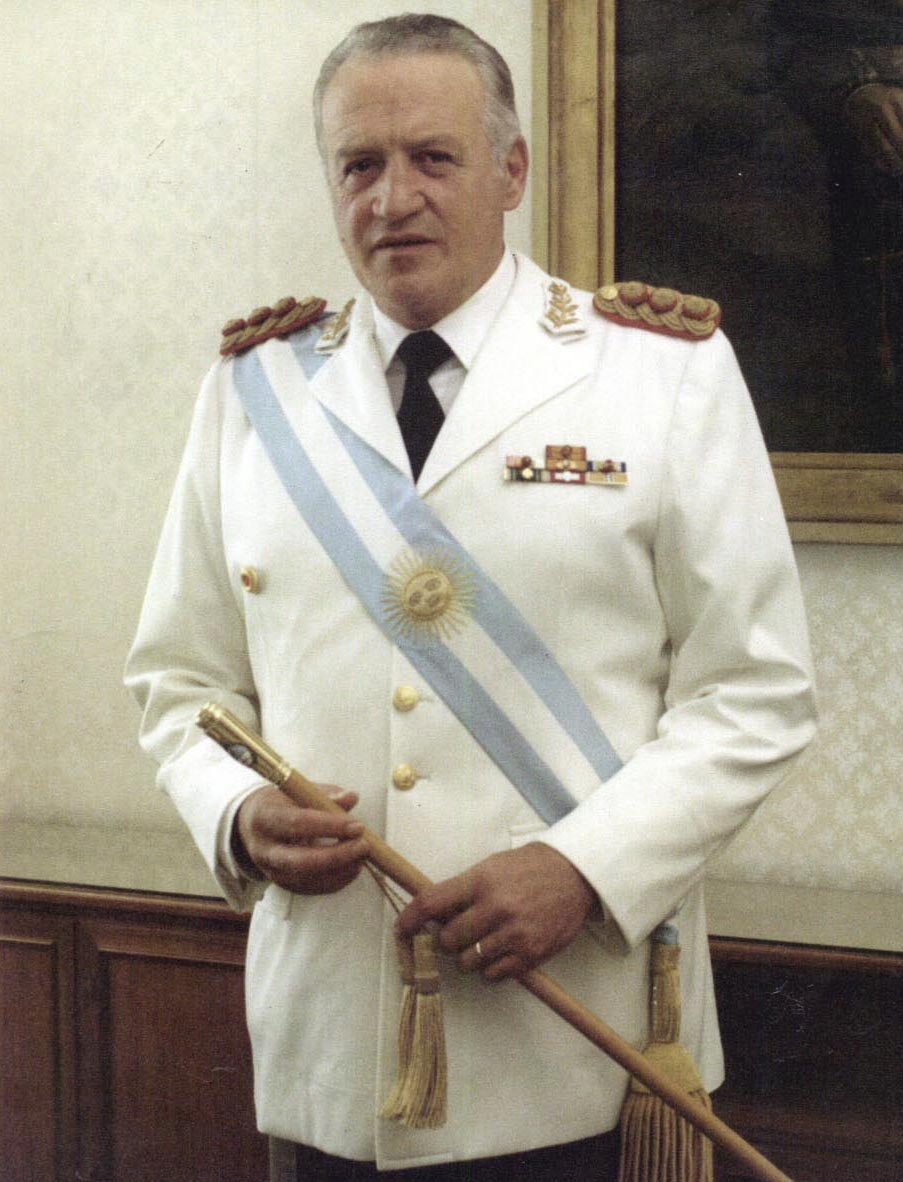
Leopoldo Galtieri

- Buenos Aires/Argentinien: Der Vorsitzende der argentinischen Militärregierung und De-facto-Präsident Leopoldo Galtieri verlangt im Krieg um die Falklandinseln nicht mehr die Hoheit seines Landes über die Inseln im Atlantik. Er fordert von der britischen Armee einen Waffenstillstand und äußert den Wunsch nach einer Übergangsverwaltung, die unter Kontrolle der Vereinten Nationen stehen soll.[9]

### Mittwoch, 12. Mai 1982
- Barcelona/Spanien: Der FC Barcelona gewinnt den Fußball-Europapokal der Pokalsieger durch einen 2:1-Finalsieg gegen Standard Lüttich.[10]
- Fátima/Portugal: Im Schrein von Fátima verhindern Sicherheitskräfte ein tödliches Attentat auf Papst Johannes Paul II., indem sie den erzkonservativen Priester Juan María Fernández Krohn überwältigen, als dieser den Papst mit einem Bajonett angreift und verwundet.[11]
- Wien/Österreich: Die Kunstfreiheit wird in das Staatsgrundgesetz aufgenommen.[12]
- Wien/Österreich: Der FK Austria Wien gewinnt das Rückspiel im Finale des ÖFB-Cups mit 3:1 gegen Wattens-Wacker Innsbruck und wird, nach einer 0:1-Niederlage im Hinspiel, Österreichischer Fußballpokalsieger 1982.[13]

### Samstag, 15. Mai 1982
- Belgrad/Jugoslawien: Petar Stambolić vom Bund der Kommunisten löst seinen Parteikollegen Sergej Kraigher als Vorsitzender des Präsidiums der SFR Jugoslawien ab und wird neues Staatsoberhaupt der Republik.[14]

### Sonntag, 16. Mai 1982
- Vancouver/Kanada: Der Stanley Cup der nordamerikanischen Eishockey-Profiliga NHL geht zum dritten Mal in Folge an die New York Islanders, die das vierte und entscheidende Spiel der Finalserie gegen die Vancouver Canucks mit 3:1 für sich entscheiden.[15]

### Mittwoch, 19. Mai 1982
- Hamburg/Deutschland: Die IFK Göteborg gewinnt den Fußball-UEFA-Cup nach einem 3:0-Sieg im Final-Rückspiel gegen den Hamburger SV.[16]

### Donnerstag, 20. Mai 1982
- Aachen/Deutschland: Der Karlspreis wird an den König von Spanien Juan Carlos I. übergeben für sein entschiedenes Wirken „um ein in Gemeinschaft mit Spanien geeintes Europa“.[17]

### Freitag, 21. Mai 1982

Kokarde der britischen Royal Air Force

- San Carlos/Falklandinseln: Die Luftstreitkräfte der britischen Armee landen mit 3.000 Soldaten auf der Hauptinsel der Inselgruppe im Atlantik, um die Streitkräfte Argentiniens zum bedingungslosen Rückzug zu zwingen und den Falklandkrieg zu beenden.[18]

### Samstag, 22. Mai 1982
- Düsseldorf/Deutschland: Der Hamburger SV steht nach einem Remis bei Fortuna Düsseldorf wegen eines nicht einholbaren besseren Torverhältnisses gegenüber dem 1. FC Köln vorzeitig als Deutscher Fußballmeister 1982 fest.[19]

### Sonntag, 23. Mai 1982
- Chorramschahr/Iran: Im Golfkrieg vollzieht sich eine entscheidende Wende zu Gunsten des Iran, als dieser die strategisch und wirtschaftlich bedeutende Stadt Chorramschahr am Fluss Schatt al-Arab nach etwa 19 Monaten von den irakischen Angreifern zurückerobert.[20]

### Dienstag, 25. Mai 1982
- Wien/Österreich: Der SK Rapid Wien wird Österreichischer Fußballmeister 1982 durch ein 5:0 gegen Wattens-Wacker Innsbruck.[21]

### Mittwoch, 26. Mai 1982

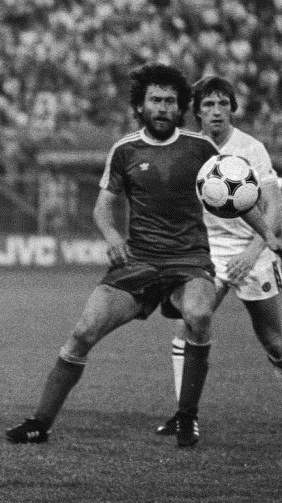
Paul Breitner von Bayern München im Finale gegen Aston Villa

- Cannes/Frankreich: Der Film Yol – Der Weg des kurdisch-türkischen Regisseurs Yılmaz Güney und der Film Vermißt des griechisch-französischen Regisseurs Konstantínos Gavrás werden bei den 35. Internationalen Filmfestspielen mit der Palme d’or ausgezeichnet.[22]
- Rotterdam/Niederlande: Der Aston Villa FC aus England gewinnt den Fußball-Europapokal der Landesmeister durch einen 1:0-Finalsieg gegen den FC Bayern München.[23]

### Montag, 31. Mai 1982
- Bern/Schweiz: Der FC Sion gewinnt das Final im Schweizer Cup der Fussballer mit 1:0 gegen den FC Basel.[24]